# Black Elvire
Black Elvire – rzeka w Australii, w stanie Australia Zachodnia, we wschodniej części regionu Kimberley. Ma 54 km długości. Uchodzi do rzeki Elvire, która jest dopływem rzeki Panton. Nazwa rzeki pochodzi od jej powiązania z rzeką Elvire jako jednym z jej głównych dopływów, a być może także od obecności czarnoziemów w pobliżu jej źródeł. Już w 1886 roku poszukiwacze złota nazywali ją Black Elvira. W rzece wydobywano złoto aluwialne. Nad rzeką występuje gatunek żaby australijskiej Crinia bilingua. Na rzece znajduje się naturalne źródło Palm Springs, które w przeszłości było używane w celu lokalnego zaopatrzenia w wodę.